# Ologamasus brevidigitus
Ologamasus brevidigitus är en spindeldjursart som beskrevs av Wolfgang Karg och Anita Schorlemmer 2009. Ologamasus brevidigitus ingår i släktet Ologamasus och familjen Ologamasidae. Inga underarter finns listade i Catalogue of Life.